# J. Alden Weir

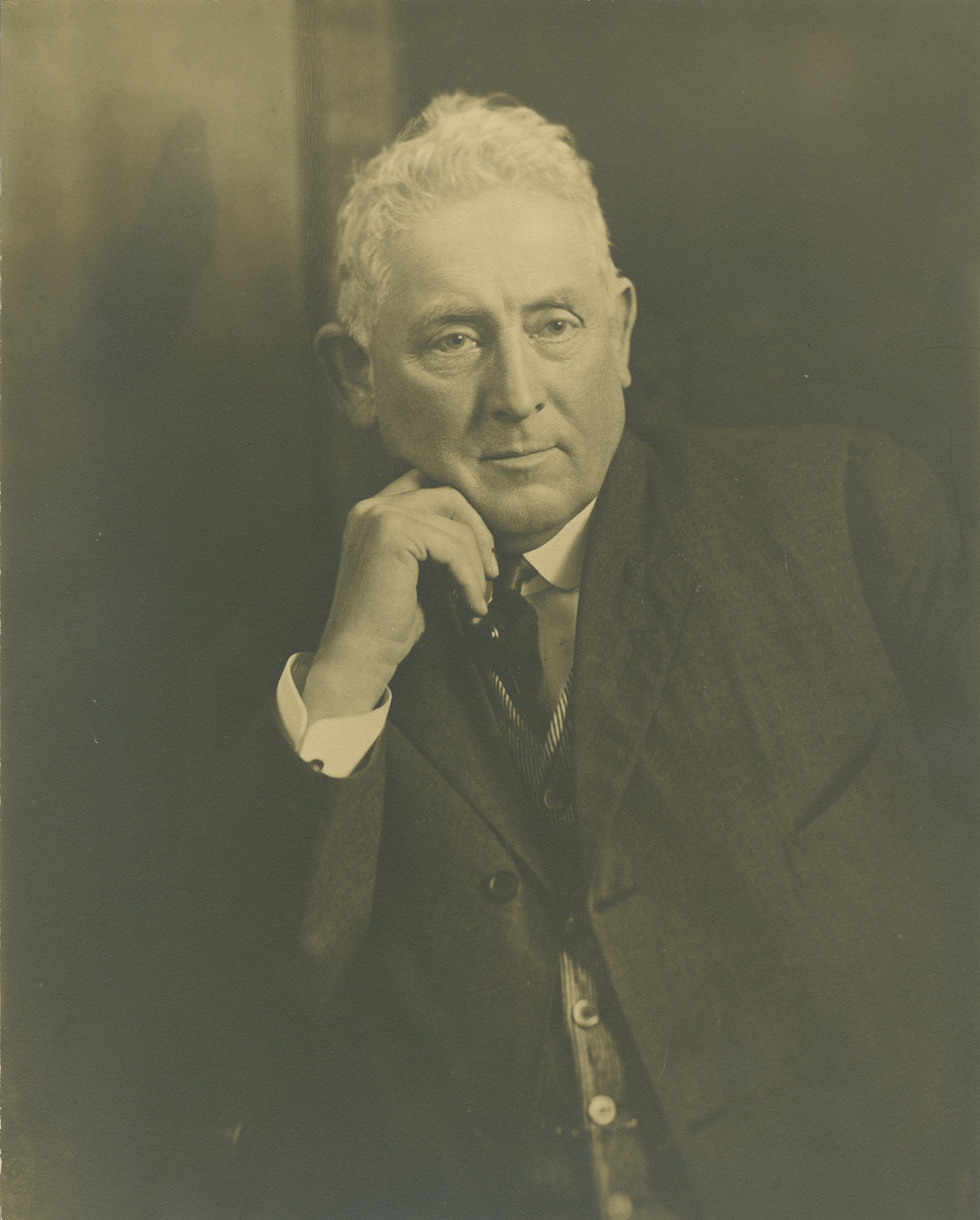
Julian Alden Weir, c. 1915

Julian Alden Weir (30 de agosto de 1852 - 8 de diciembre de 1919) fue un pintor impresionista estadounidense y miembro de la colonia de arte Cos Cob cerca de Greenwich, Connecticut. Weir también fue uno de los miembros fundadores de "Los Diez", un grupo de artistas estadounidenses insatisfechos con las organizaciones artísticas profesionales, que se unieron en 1898 para exponer sus obras como un grupo de estilo similar.

## Biografía

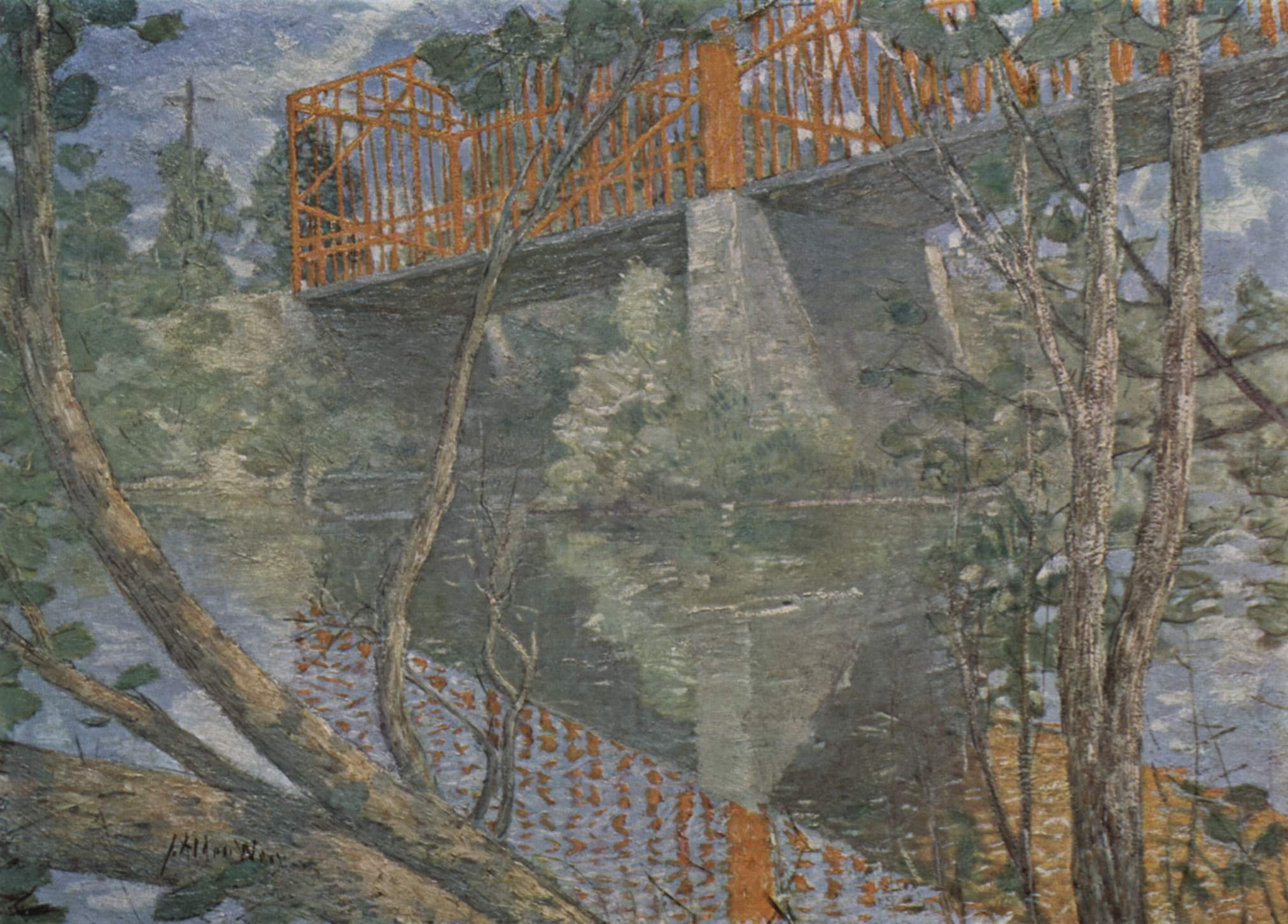
El Puente Rojo, c. 1895, Museo Metropolitano de Arte

Weir fue el penúltimo de dieciséis hijos, y se crio en West Point, Nueva York. Su padre era el pintor Robert Walter Weir, profesor de dibujo en la Academia Militar de West Point que enseñó a artistas como James Abbott McNeill Whistler. Su hermano mayor, John Ferguson Weir, también se convirtió en un conocido paisajista que pintaba en los estilos de las escuelas del río Hudson y Barbizon. Este fue profesor de pintura y diseño en la Universidad de Yale desde 1869, iniciando el primer programa académico de arte en un campus estadounidense. Su sobrina fue la artista y educadora Irene Weir.
Julian Weir recibió su primera formación artística en la Academia Nacional de Diseño a principios de la década de 1870 antes de matricularse en la École des Beaux-Arts de París en 1873. Mientras estuvo en Francia, estudió con el famoso artista francés Jean-Léon Gérôme y se hizo buen amigo de Jules Bastien-Lepage. Weir también se encontró con el impresionismo por primera vez y reaccionó con fuerza. Se quejó de los impresionistas en una carta del 15 de abril de 1877 a sus padres diciendo: "No observan el dibujo ni la forma, pero te dan una impresión de lo que llaman naturaleza". Como pintor académico conservador en esta etapa de su carrera, Weir fue estimado por sus pares europeos durante sus años de formación.
Weir conoció a James McNeill Whistler en Londres antes de regresar a la ciudad de Nueva York en 1877. A su regreso a Nueva York, Weir se convirtió en miembro fundador de la Sociedad de Artistas Estadounidenses y continuó exhibiendo su trabajo en la Academia Nacional de Diseño, donde exhibió sus pinturas por primera vez en 1875. Obtuvo ingresos a través de encargos de retratos y clases de arte impartidas en la Escuela de Arte de Mujeres Cooper Union, la Liga de Estudiantes de Arte y en clases privadas.

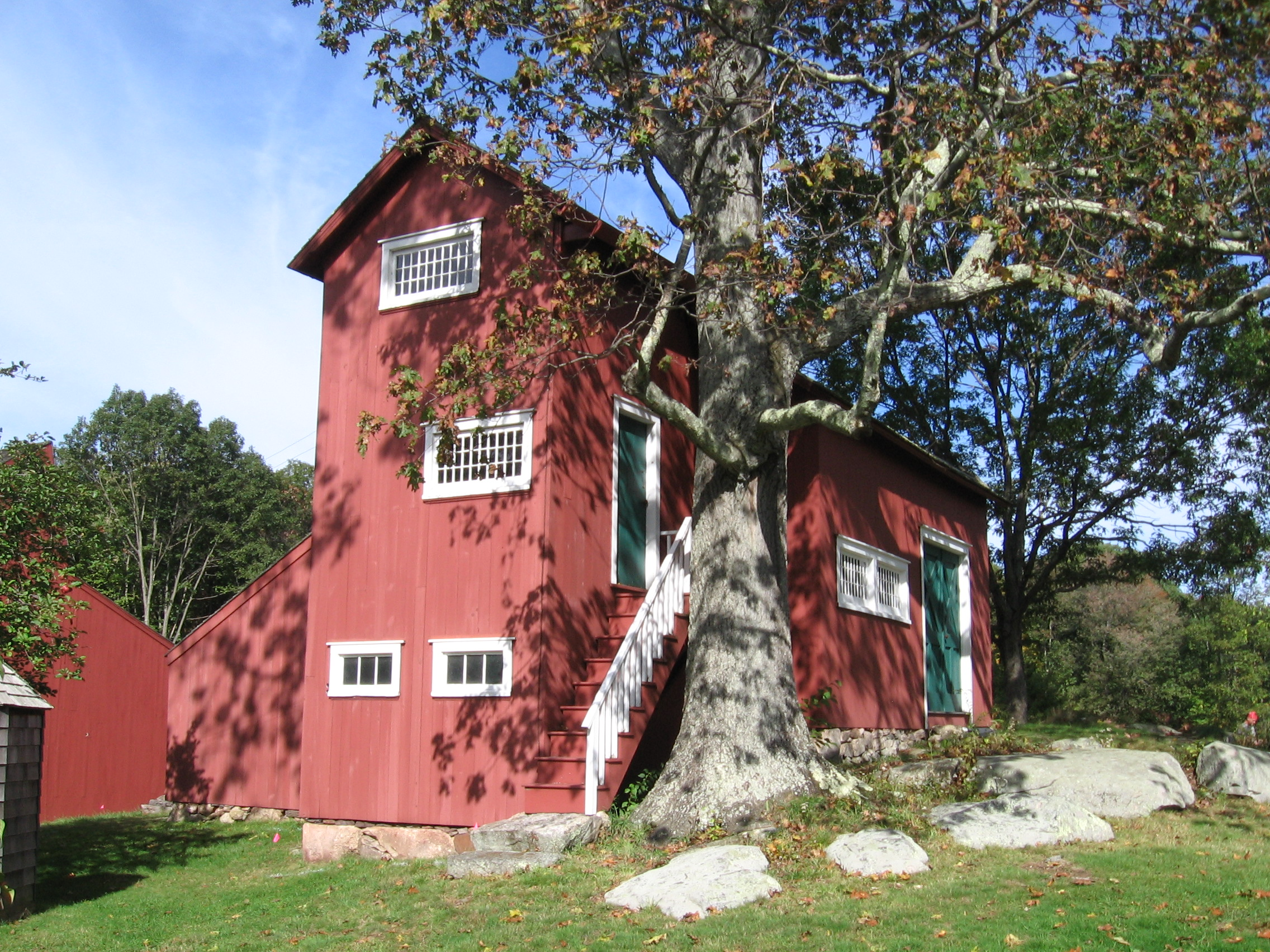
Estudio en el Sitio Histórico Nacional Weir Farm

Sus obras como artista joven se centraron en la naturaleza muerta y la figura humana, que plasmó en un estilo realista no muy diferente del trabajo de Édouard Manet. Esto fue respaldado por el hecho de que Weir compró dos pinturas de Manet durante los veranos de 1880 y 1881, Woman with a Parrot y Boy with a Sword, para el coleccionista neoyorquino Erwin Davis. Estaba claro para entonces que Weir estaba empezando a perder su antiguo odio acérrimo por el impresionismo francés.

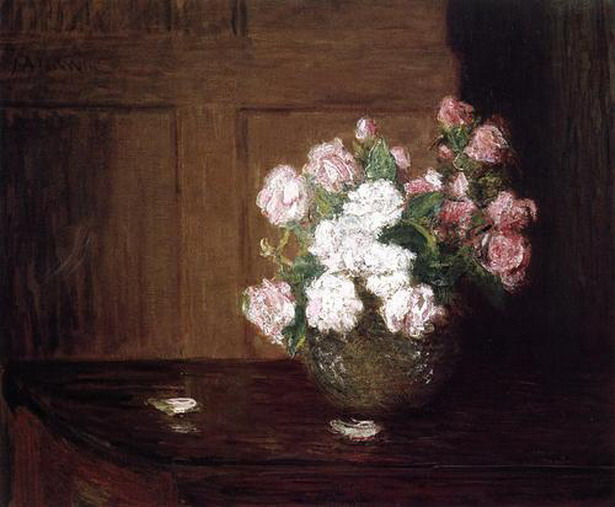
Rosas en un cuenco de plata sobre una mesa de caoba, c. 1890

En la década de 1880, Weir se trasladó a la zona rural de Wilton, Connecticut, después de haber adquirido una propiedad agrícola, ahora el sitio histórico nacional Weir Farm, a través de su matrimonio con Anna Baker en 1883. Mientras estuvo allí, fortaleció su amistad con los artistas Albert Pinkham Ryder y John Henry Twachtman. El arte de Weir y Twachtman estaba especialmente bien alineado, y los dos a veces pintaban y exponían juntos. Ambos enseñaron en la Liga de Estudiantes de Arte. En 1889, los dos artistas exhibieron y vendieron una gran parte de sus pinturas en la Ortgies Gallery de Nueva York. Weir también era amigo cercano del pintor de bodegones y paisajes Emil Carlsen, quien veraneaba con Weir en su granja, antes de comprar su propia casa en Falls Village, Connecticut. El entorno pastoral de sus granjas aparece a menudo en sus pinturas. Eran un escape saludable del ajetreo y el bullicio urbano de Nueva York. A Weir le encantaba trabajar en la ciudad, pero a menudo era demasiado para él. Branchville y Windham sirvieron como escapadas cómodas. Según el historiador de arte Hollis Clayson, "La vida en la calle a menudo puede frustrar, pero contemplada desde lejos, experimentada exclusivamente como un fenómeno visual, podría satisfacer".

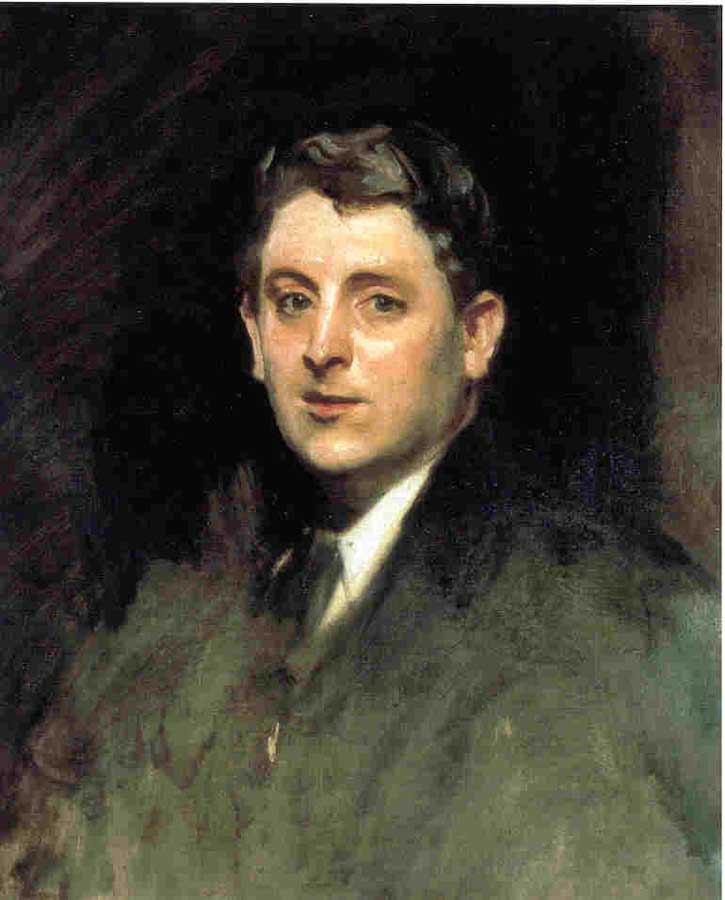
Julian Alden Weir, John Singer Sargent, 1890

Para 1891, Weir había reconciliado sus dudas anteriores sobre el impresionismo y adoptó este estilo como propio. Su exposición individual en la galería Blakeslee en ese mismo año mostró claramente su nueva afinidad por el estilo impresionista. Su obra demostró una tendencia a una paleta más clara de colores en tonos pastel y pinceladas similares a los impresionistas. Su esposa Anna murió en 1892, pero Weir se volvió a casar con su hermana, Ella Baker, el mismo año. Por este nuevo matrimonio, heredó otra granja en Windham, CT. Esta nueva granja era ahora su propiedad legítima, pero no era la primera vez que conocía la granja de Windham. Había estado allí con Anna en años anteriores. En su primera estancia allí en 1882, la hermosa granja y el pueblo circundante le causaron un gran impacto, Que le hizo decir: "Este es realmente el primer pueblo de Connecticut que realmente he conocido, y ahora siento que un encanto está conectado con todos estos pueblos, como he leído pero nunca apreciado" 
Weir ganó más notoriedad y en 1893, la American Art Association agrupó sus obras junto con las de Twachtman para una exhibición comparativa con pinturas realizadas por Claude Monet y Paul Besnard. Un evento tan prestigioso significó que el mundo del arte se había dado cuenta de la marca estadounidense del impresionismo. Además, Weir sintió compasión por aquellos que perdieron sus trabajos en la depresión de 1893. Las quiebras de los ferrocarriles provocaron muchos trabajadores desempleados, pero Weir ayudó a recaudar dinero para ellos con exposiciones de pintura.

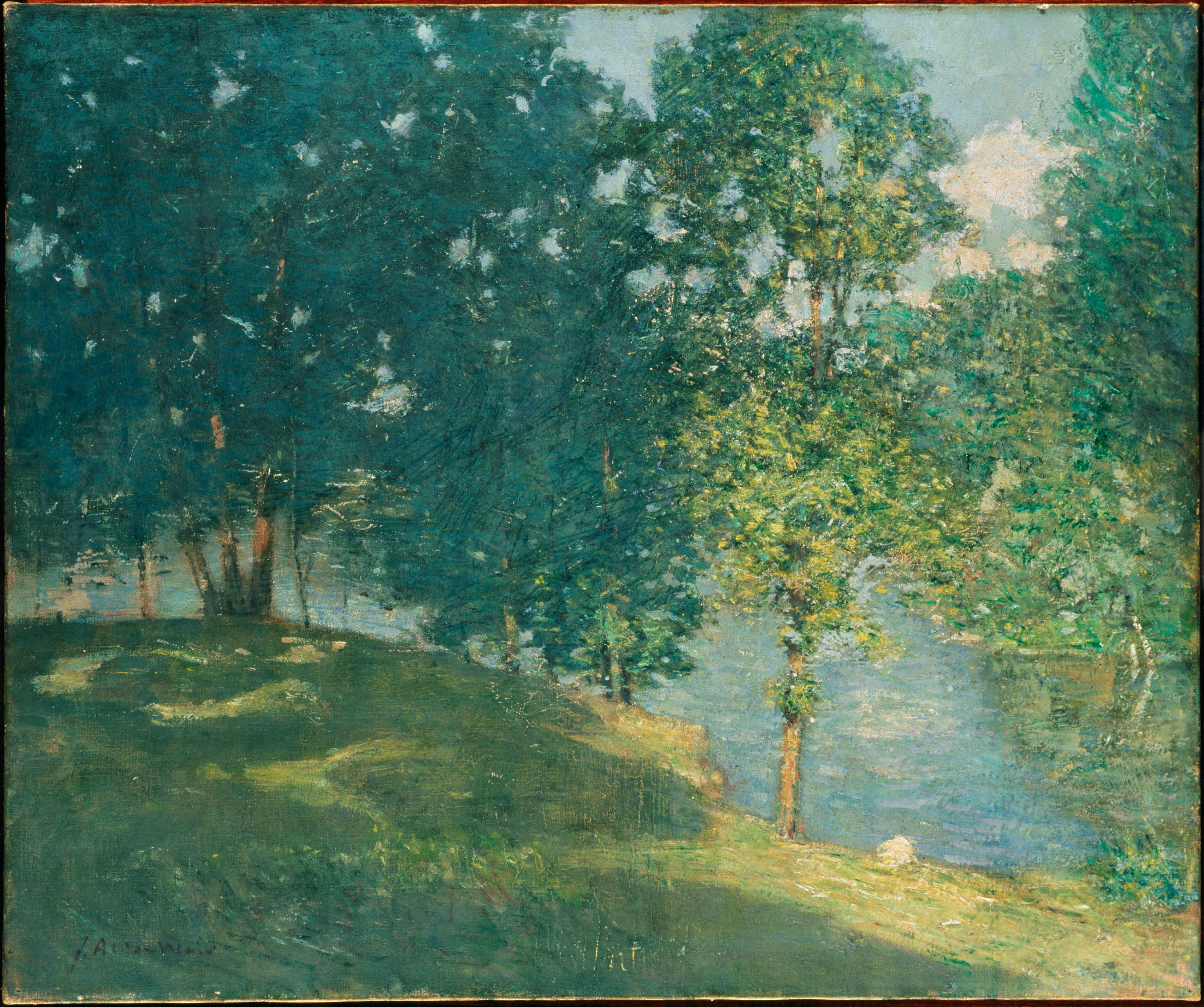
Tarde junto al estanque, c. 1908–1909, Colección Phillips

Durante el resto de su vida, Weir pintó paisajes impresionistas y obras figurativas, muchas de las cuales se centraron en sus granjas de Connecticut en Branchville y Windham. Su estilo varió del impresionismo tradicional y vibrante hacia un tonalismo más tenue y sombrío. También se ejercitó en el grabado. Por regla general, sus pinturas realizadas a partir de 1900 mostraron un renovado interés por el academicismo imperante en la obra de su juventud, con los temas tratados con menos realismo y un mayor énfasis puesto en el dibujo y el diseño.
En 1897, Weir se convirtió en miembro de los Diez pintores estadounidenses, generalmente conocidos como Los Diez, un grupo de pintores que abandonaron la Sociedad de Artistas Estadounidenses a fines de 1897 para protestar por lo que consideraban el énfasis excesivo en el realismo clásico y romántico sobre el impresionismo por el Sociedad. The Ten exhibió durante veinte años hasta su desaparición, debido a la muerte de los miembros y la prominencia de estilos más nuevos.
En 1912, Weir fue seleccionado como el primer presidente de la Asociación de Pintores y Escultores Estadounidenses, pero renunció un año después tras el patrocinio de la asociación a la exposición de arte moderno Armory Show. Weir más tarde se convirtió en presidente de la Academia Nacional de Diseño. Fue miembro de la Comisión de Bellas Artes de los Estados Unidos desde 1916 hasta su muerte en 1919.
Entre los alumnos de Weir estaba la pintora Harriet Campbell Foss.

## Legado

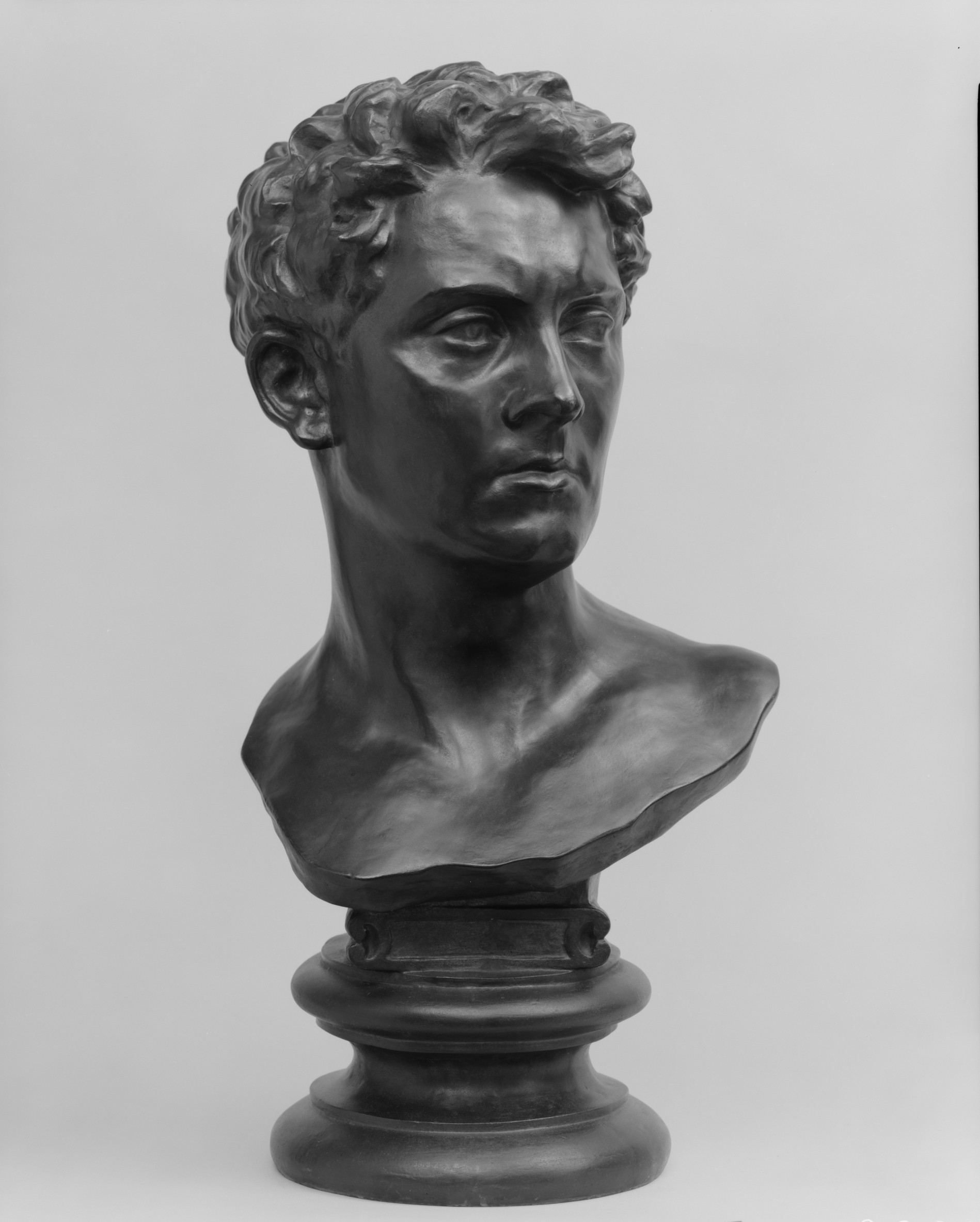
1880 busto de J. Alden Weir, esculpido por Olin Levi Warner

La pintura más aclamada por la crítica de Weir es The Red Bridge de 1895. Es una obra maestra de técnica, que muestra un puente de celosía que cruza el río Shetucket desde su granja de Windham. Usó colores complementarios para unir la imagen con la misma calidad tonal y representar el reflejo realista del puente visto en el agua. Si bien hay unidad pictórica en la pieza, Weir contrastó el puente y el entorno que lo rodea colocando el puente rojo contra los verdes de los árboles y los azules del agua y el cielo y yuxtaponiendo el puente geométrico hecho por el hombre con el sinuoso natural de las curvas de los troncos y ramas.

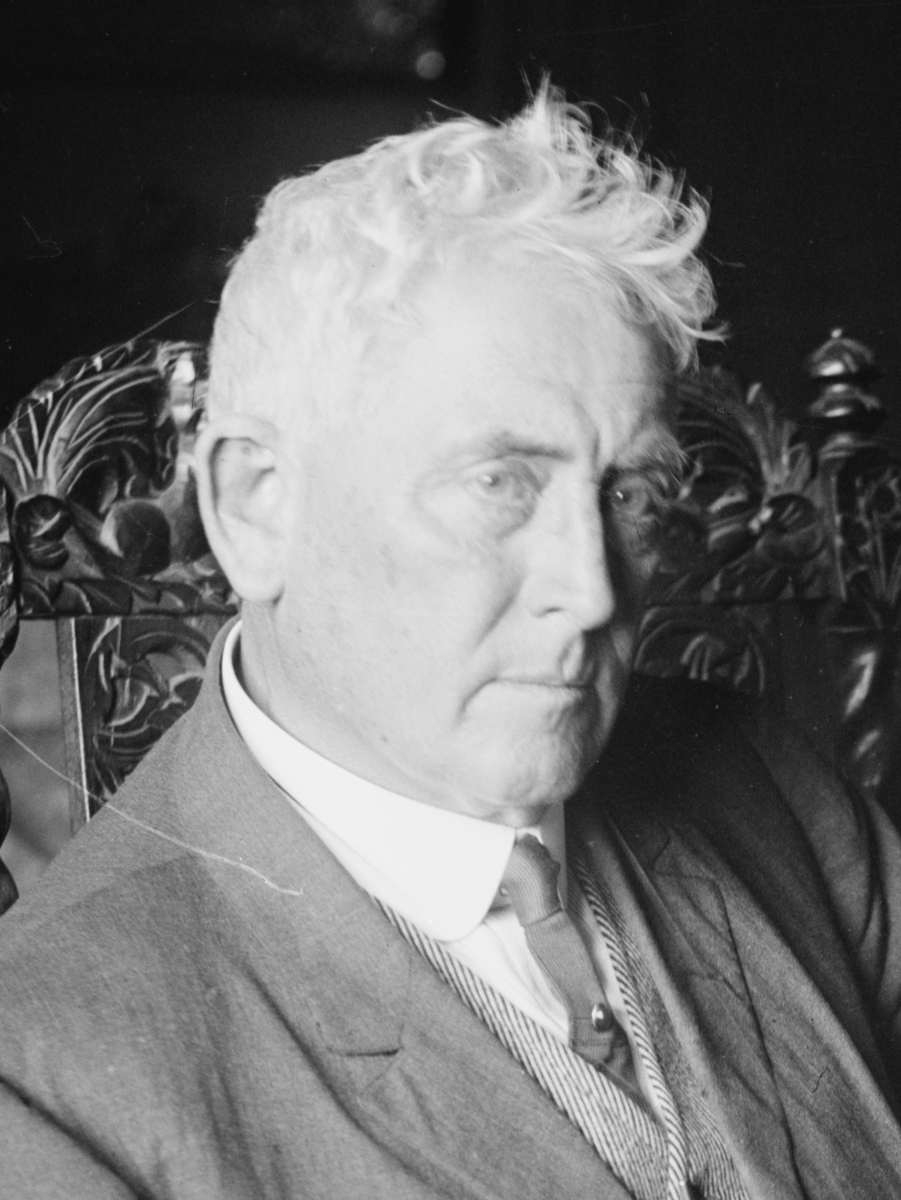
Julián Alden Weir, 1910. En su última década de vida

Hoy día, las pinturas de Weir se encuentran en las colecciones del Museo Metropolitano de Arte, Nueva York; la Colección Phillips, Washington D. C.; el Museo Smithsoniano de Arte Americano, Washington D. C.; el Museo de Arte de la Universidad Brigham Young, Provo, Utah; el Museo de Arte de Portland en Portland, Oregón; y el Wadsworth Atheneum, Hartford, Connecticut. La granja y el estudio de Weir en Branchville están protegidos como el sitio histórico nacional Weir Farm; la familia Weir sigue siendo propietaria de la granja de Windham. Sus artículos se encuentran en los Archivos de Arte Americano de la Institución Smithsoniana.